# L'Apôtre Paul (Lievens)
Pour les articles homonymes, voir L'Apôtre Paul.
L'Apôtre Paul est un tableau du peintre néerlandais Jan Lievens réalisé entre 1627 et 1629 et conservé au Nationalmuseum de Stockholm (Suède).

## Description
Le tableau est une peinture à l'huile sur toile mesurant 119 × 108 cm. 
Jan Lievens représente l'apôtre Paul de Tarse sous les traits d'un homme âgé, portant une barbe blanche et enveloppé dans un manteau bleu-gris. Paul est placé devant un fond neutre, sans référence à une époque ou à un lieu particuliers.  
Assis devant un bureau, Paul tient une plume dans sa main gauche. Il s'apprête à écrire dans le livre ouvert devant lui. La lumière provenant d'une source externe au tableau souligne les reliefs du visage de l'apôtre et vient illuminer le livre. À côté de Paul, une épée est posée. 

## Analyse
La lumière qui éclaire Paul et le livre représente la grâce divine et l'inspiration de l'Esprit Saint poussant l'apôtre à écrire ses épîtres. L'épée peut représenter aussi bien cette même inspiration que le futur martyre de Paul.
Jan Lievens utilise une palette de couleurs restreinte (marron, gris) pour conserver sa sobriété à la scène. Le manteau est peint avec des mouvements fluides alors que le visage est tracé par des coups de pinceau plus vifs et rapides. Pour représenter les poils de la barbe le peintre utilise la technique du sgraffito, qui consiste à égratigner une des couches de peinture superposées pour en révéler une en sous-couche.
Une analyse aux rayons X et à la réflectographie infrarouge montre qu'à l'origine, Lievens prévoyait de donner à l'apôtre une posture plus active, avec la main droite tenant la table, et un vêtement plus complexe comportant un col blanc. Le peintre a ensuite fait le choix d'un manteau plus uni, utilisant les nuances de couleur pour rendre l'effet de la laine.
Dans ce tableau, Jan Lievens ne représente pas une version idéalisée et héroïque de l'apôtre Paul. Le saint est dépeint comme un homme ordinaire, usé, mais illuminé par la grâce divine. Paul occupe une place importante dans l'Église réformée néerlandaise (comme dans toutes les Églises issues de la Réforme protestante), et l'université de Leyde est alors un centre important de la théologie réformée.

## Histoire

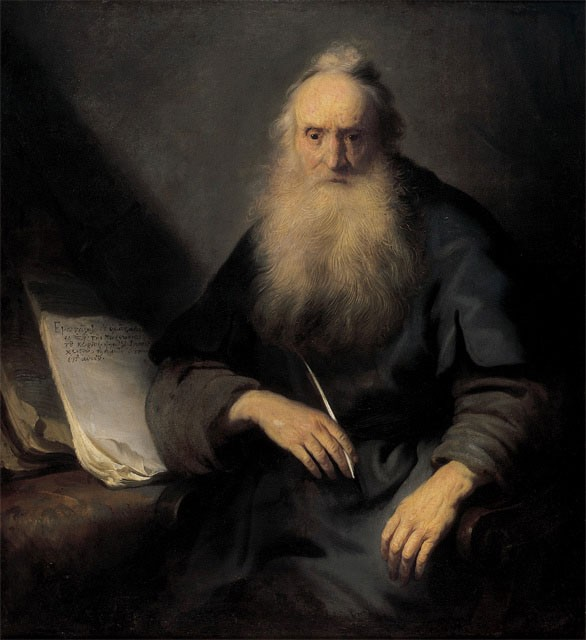
J. Lievens, L'Apôtre Paul ou Saint Paul écrivant aux Thessaloniciens, 1629, Kunsthalle de Brême.

Le tableau est peint en 1627, pendant une période où Lievens et Rembrandt travaillent ensemble à Leyde. Lievens peint un autre tableau représentant Paul (Saint Paul écrivant aux Thessaloniciens, vers 1629, Kunsthalle de Brême) à la même époque. Durant cette période, de nombreux peintres néerlandais travaillent sur ce sujet : Rembrandt, Lambert Jacobsz, Govert Flinck….
Le tableau appartient jusqu'en 1767 à Arnout Leers, un directeur de la Compagnie néerlandaise des Indes orientales, puis à un collectionneur suédois, le comte Gustaf Adolf Sparre (en) (1746-1794). Il est ensuite conservé au château de Wanås avec le reste de la collection Sparre, et est acheté par le Nationalmuseum en 2013,.

## Sources
- [Fryklund 2013] (en) Carina Fryklund, « Jan Lievens's 'The Apostle Paul at his writing desk' », The Burlington Magazine, vol. 55, no 1319 « Northern European art »,‎ 2013, p. 77-81 (JSTOR 23395501, lire en ligne). .